# مسجد حاج علیرضا
مسجد حاج علیرضا مربوط به دوره قاجار است و در شیراز، خیابان لطفعلی خان زند، کوچه سیاوشان، پشت واقع شده و این اثر در تاریخ ۸ مرداد ۱۳۸۱ با شمارهٔ ثبت ۶۰۳۹ به‌عنوان یکی از آثار ملی ایران به ثبت رسیده است.